# Siemion Jełagin
Siemion Dmitrijewicz Jełagin (ros. Семён Дмитриевич Елагин, ur. 30 stycznia?/12 lutego 1911 w Berdiańsku, zm. 31 stycznia 2004 w Moskwie) – radziecki polityk, działacz partyjny.

## Życiorys
Początkowo pracował jako brygadzista, później został przewodniczącym kołchozu, służył w Armii Czerwonej, do 1936 uczył się w oriechowskiej szkole budownictwa radzieckiego i partyjnego. W 1936 został propagandzistą i potem kierownikiem jednego z wydziałów rejonowego komitetu Komsomołu w Berdiańsku, następnie I sekretarzem rejonowego komitetu Komsomołu w m. Osypenko. W 1939 został przyjęty do WKP(b), do 1941 pełnił funkcję instruktora rejonowego komitetu KP(b)U, następnie został dyrektorem sowchozu w Berdiańsku, 1942-1943 kierował jednym z sektorów Kałmuckiego Komitetu Obwodowego WKP(b). W 1943 został II sekretarzem rejonowego komitetu KP(b)U w m. Osypenko, później I sekretarzem rejonowego komitetu KP(b)U w Nowonikołajewce, 1946-1948 studiował w Wyższej Szkole Partyjnej przy KC WKP(b), 1948-1951 był I sekretarzem rejonowego komitetu KP(b)U w Kamionce Dnieprowskiej, 1951-1952 uczył się na kursach przy KC WKP(b). Po ukończeniu kursów został skierowany do Azji Środkowej jako zastępca przewodniczącego Komitetu Wykonawczego Samarkandzkiej Rady Obwodowej ds. gospodarki rolnej (od kwietnia 1952 do czerwca 1955), od 17 czerwca 1955 do 1957 był II sekretarzem Południowokazachstańskiego Komitetu Obwodowego KPK, od 7 lutego 1957 do 23 lutego 1961 I sekretarzem Komitetu Obwodowego KPK w Pawłodarze, a od lutego 1961 do stycznia 1965 dyrektorem naukowo-doświadczalnego gospodarstwa w obwodzie ałmaackim. Od 1965 do 1970 był zastępcą przewodniczącego, a 1970-1977 przewodniczącym Komitetu Wykonawczego Ałmaackiej Rady Obwodowej, 1978-1984 szefem zarządu przedsiębiorstwa budowlanego Gławmorstroj, a 1984-1993 prorektorem Moskiewskiego Instytutu Inżynierów Produkcji Rolnej, następnie przeszedł na emeryturę. Miał stopień majora rezerwy. Był deputowanym do Rady Najwyższej Uzbeckiej SRR 3 kadencji i do Rady Najwyższej Kazachskiej SRR 5, 8 i 9 kadencji.

## Odznaczenia
- Order Lenina
- Order Rewolucji Październikowej
- Order Czerwonego Sztandaru
- Order Czerwonego Sztandaru Pracy (dwukrotnie, w tym 23 stycznia 1958)
- Order Wojny Ojczyźnianej I klasy (6 kwietnia 1985)
- Order Wojny Ojczyźnianej II klasy (1 lutego 1945)
- Order „Znak Honoru”

I medale